# Nioumamakana
Nioumamakana is een gemeente (commune) in de regio Koulikoro in Mali. De gemeente telt 8400 inwoners (2009).